# Seznam mest v Nemčiji

## A
- Aachen
- Aalen
- Achim
- Adelberg
- Ahaus
- Ahlen
- Ahrensburg
- Albershausen
- Albstadt
- Alfdorf
- Altenburg
- Amberg
- Annaberg-Buccholz
- Annaburg
- Apolda
- Arnsberg
- Aschaffenburg
- Aue
- Auerbach
- Augsburg
- Aurich

## B
- Baden-Baden
- Bad Berka
- Bad Godesberg
- Bad Hersfeld
- Bad Homburg
- Bad Homburg vor der Höhe
- Bad Honnef
- Bad Kissingen
- Bad Kreuznach
- Bad Langensalza
- Bad Münstereifel
- Bad Neuenahr-Ahrweiler
- Bad Oldesloe
- Bad Reichenhall
- Bad Schwartau
- Bad Segeberg
- Bad Tölz
- Bad Zwischenahn
- Bamberg
- Bautzen (Budyšin)
- Bayreuth
- Bebra
- Beckum
- Bensheim
- Berchtesgaden
- Bergen auf Rügen
- Bergheim
- Bergisch Gladbach
- Bergkamen
- Berlin
- Bernau bei Berlin
- Bernburg (Saale)
- Bernkastel-Kues
- Biberach
- Biblis
- Bieber
- Bielefeld
- Bingen (am Rhein)
- Birenbach
- Bischofswerda
- Bitburg
- Böblingen
- Bocholt
- Bochum
- Bonn
- Borghorst
- Borken
- Borna (mesto)
- Bottrop
- Brandenburg an der Havel
- Braunschweig
- Breinigerberg
- Breisach
- Bremen
- Bremerhaven
- Bretten
- Brilon
- Brühl
- Brunsbüttel
- Buchholz
- Burgdorf
- Burghausen
- Buxtehude

## C
- Castrop-Rauxel
- Celle
- Chemnitz (prej tudi Karl-Marx-Stadt)
- Clausthal-Zellerfeld
- Cloppenburg
- Coburg
- Cochem
- Coswig
- Cottbus (Chóśebuz)
- Crimmitschau
- Cuxhaven

## D
- Dachau
- Darmstadt
- Delitzch
- Delmenhorst
- Dessau
- Detmold
- Dietzenbach
- Dillingen (an der Donau)
- Dinslaken
- Döbeln
- Donaueschingen
- Donauwörth
- Donzdorf
- Dorsten
- Dortmund
- Dranske
- Dreieich
- Dresden
- Duisburg
- Düren
- Düsseldorf

## E
- Ebermannstadt
- Ebersbach
- Eberswalde
- Eckernförde
- Ehingen
- Eilenburg
- Eisenach
- Eisenhüttenstadt
- Eislingen/Fils
- Elmshorn
- Elsdorf
- Elstra (Halštrow)
- Emden
- Emmerich
- Erfurt
- Erkner
- Erlangen
- Eschweiler
- Essen
- Esslingen am Neckar
- Eutin

## F
- Falkensee
- Finsterwalde
- Flensburg
- Forchheim
- Forst/Lausitz
- Frankenberg
- Frankfurt ob Majni (Frankfurt am Main)
- Frankfurt ob Odri (Frankfurt am Oder)
- Freche
- Freiberg
- Freiburg im Breisgau
- Freising
- Freital
- Freyung
- Friedrichshafen
- Fulda
- Fürth
- Furth im Wald
- Fürstenwalde
- Füssen

## G
- Garbsen
- Gardelegen
- Garmisch-Partenkirchen
- Geesthacht
- Geisslingen
- Geislingen an der Steige
- Geislingen, Zollernalbkreis
- Gelsenkirchen
- Gera
- Geretsried
- Giengen an der Brenz
- Giessen
- Gifhorn
- Gladbeck
- Glauchau
- Göppingen
- Goslar
- Gotha
- Görlitz (Gerlz, Gerltz, Gerltsch, Zgorzelec, Gorlice, Zhorjelc, Zgórjelc, Zhořelec)
- Göttingen
- Grafenau
- Greifswald
- Grevenbroich
- Grimma
- Grossenhain (Wulki Hojn)
- Groß-Gerau
- Guben
- Gummersbach
- Günzburg
- Gunzenhausen
- Güstrow
- Gütersloh

## H
- Hagen
- Halbestadt
- Halle, Saška - Anhalt (Halle an der Saale)
- Halle, Severno Porenje - Vestfalija
- Hamborn
- Hamburg
- Hamelin
- Hamm
- Hanau
- Hannover
- Harburg
- Harsum
- Hattingen
- Hausham
- Heide
- Heidelberg
- Heidenau
- Heilbronn
- Heinigen
- Heltern
- Hemsbach
- Hennigsdorf
- Henstedt-Ulzburg
- Heppenheim
- Heringen
- Herten
- Herford
- Herten
- Hettstedt
- Hildburghausen
- Hilden
- Hildesheim
- Hof
- Hochdorf
- Hockenheim
- Hofheim am Taunus
- Hollfeld
- Homberg
- Hoyerswerda
- Hürth
- Husum

## I
- Ibbenbüren
- Idar-Oberstein
- Ilmenau
- Immenstaad am Bodensee
- Ingolstadt
- Iserlohn
- Itzehoe

## J
- Jena
- Jever
- Jüteborg

## K
- Kaiserlautern
- Kaisers-Lautern
- Kappeln
- Karlsruhe
- Karstädt
- Kassel
- Kaufbeuren
- Kehlheim
- Kempten
- Kerkrade
- Kernstadt
- Kerpen
- Kettwig
- Kiel
- Kleve
- Koblenz
- Köln
- Konstanca (Konstanz)
- Köthen
- Krefeld
- Kressbronn am Bodensee
- Krumbach
- Künzelsau

## L
- Laatzen
- Lahr
- Lampretheim
- Landau in der Pfalz
- Langen
- Langenargen
- Laubach, Nemčija
- Leipzig
- Landsberg
- Landshut
- Langenhagen
- Lauchhammer
- Leer
- Leichlingen
- Leverkusen
- Lichtenfels
- Liebenburg
- Limbach-Oberfrohna
- Limburg ob Lahnu
- Lindau (am Bodensee)
- Lingen
- Lippstadt
- Lorch
- Lörrach
- Lorsch
- Lübeck
- Lübben(au)
- Luckenwalde
- Lüdenscheid
- Ludwigsburg
- Ludwigsfelde
- Ludwigshafen (Ludwigshafen am Rhein)
- Ludwigslust
- Lüneburg
- Lünen
- Lutherstadt Eisleben
- Lutherstadt Wittenberg

## M
- Magdeburg
- Mainburg
- Mainz
- Malente
- Mannheim
- Marburg (an der Lahn)
- Marienberg
- Markdorf
- Markkleeberg
- Markranstädt
- Marktl am Inn
- Marl
- Mayen
- Meckenbeuren
- Meckenheim
- Meersburg
- Menden
- Meiningen
- Meissen
- Memmingen
- Merseburg
- Merzig
- Meschede
- Miesbach
- Minden
- Moers
- Mönchengladbach
- Mörfelden-Walldorf
- Mühlhausen
- Mülheim an der Ruhr
- Mühlheim-am-Main
- München
- Hann. Münden
- Münster
- Murnau

## N
- Naumburg
- Neckargemünd
- Neckarsulm
- Neresheim
- Neubrandenburg
- Neuendorf
- Neu-Isenburg
- Neumarkt
- Neumarkt in der Oberpfalz
- Neumünster
- Neuruppin
- Neuss
- Neustadt an der Weinstrasse
- Neustrelitz
- Neu-Ulm
- Neuwied
- Niebül
- Nienburg
- Niesky
- Norden
- Nordenham
- Norderstedt
- Nordhausen
- Nordhorn
- Northeim
- Notzingen
- Nürnberg

## O
- Oberhausen
- Oberstdorf
- Oberursel (Taunus)
- Offenbach (Offenbach am Main)
- Offenburg
- Ohligs
- Oldenburg
- Olpe
- Oranienburg
- Osnabrück
- Osterburg
- Osterholz-Scharmbeck
- Osterode
- Ottenbach

## P
- Paderborn
- Papenburg
- Parchim
- Parsberg
- Passau
- Pegnitz
- Pfaffenhofen
- Pflüderhausen
- Pforzheim
- Pinneberg
- Pirmasens
- Pirna
- Plaidt
- Plauen
- Plochingen
- Plön
- Potsdam
- Premnitz
- Prenzlau
- Putbus

## Q
- Quedlinburg

## R
- Radeberg
- Radebeul
- Radolfzell am Bodensee
- Rathenow
- Ratingen
- Ravensburg
- Recberghausen
- Recklinghausen
- Regen
- Regensburg
- Reichenbach
- Reichenbach an der Fils
- Reichenbach im Vogtland
- Reinbek
- Remscheid
- Rendsburg
- Reutlingen
- Rheine
- Reutlingen
- Riesa
- Rosenheim
- Rostock
- Rotenburg an der Fulda
- Rotenburg an der Wümme
- Rothenburg ob der Tauber
- Rüdesheim am Rhein
- Rügen
- Ruhpolding
- Rüsselsheim am Main

## S
- Saalfeld
- Saarbrücken
- Saarburg
- Sassnitz
- Salach
- Salm
- Salzgitter
- Salzwedel
- Sarstedt
- Sangerhausen
- Soltau
- Sondershausen
- Sassnitz
- Schenefeld
- Schkeuditz
- Schleswig
- Schönebeck/Elbe
- Schöngau
- Schortens
- Schwabach
- Schwäbisch Gmünd
- Schwäbisch Hall
- Schwalmstadt
- Schwandorf
- Schwarzenberg
- Schwedt
- Schweinfurt
- Schweningen
- Schwerin
- Schwerte
- Schwetzingen
- Seesen
- Seevetal
- Senftenberg
- Siegen
- Simbach am Inn
- Simmern
- Sindelfingen
- Singen
- Sinsheim
- Soest
- Solingen
- Soltau
- Schönebeck
- Sondershausen
- Sonthofen
- Speyer
- Spremberg
- Stade (Hansestadt Stade)
- Starnberg
- Stassfurth
- St. Augustin
- Stendal
- Stockah
- Stolberg
- Stralsund
- Straubing
- Strausberg
- Stuttgart
- Suhl
- Sulzbach-Rosenberg
- Süssen

## T
- Tangermünde
- Taucha
- Teterow
- Tettnang
- Torgau
- Torgelow
- Traunstein
- Treffurt
- Trier
- Troisdorf
- Tübingen
- Tuttlingen

## U
- Überlingen
- Ueckermünde
- Ulm
- Ulzburg
- Unna

## V
- Varel
- Velbert
- Viechtach
- Viernheim
- Viersen
- Villingen

## W
- Wachtberg
- Waiblingen
- Waren
- Wäschenbeuern
- Wasserburg /Wasserburg am Bodensee/
- Wedel
- Weiden in der Oberpfalz
- Weil der Stadt
- Weimar
- Weimar (Lahn)
- Weingarten
- Weinheim
- Weissenfels
- Weisswasser (Běła Woda)
- Werdau
- Wesel
- Westerland
- Westerstede
- Wetzlar
- Weyhe
- Wiesbaden
- Wiesloch
- Wilhelmshaven
- Winsen
- Wismar
- Witten
- (Lutherstadt) Wittenberg
- Wittenberge
- Wittmund
- Wolfen
- Wolfenbüttel
- Wolfsburg
- Worms
- Wülfrath
- Wuppertal
- Würselen
- Wurzen

## Z
- Zehdenick
- Zeitz
- Zeven
- Zittau
- Zossen
- Zweibrücken
- Zwenkau
- Zwickau (Šwikawa)
- Zwiesel